# 科萊

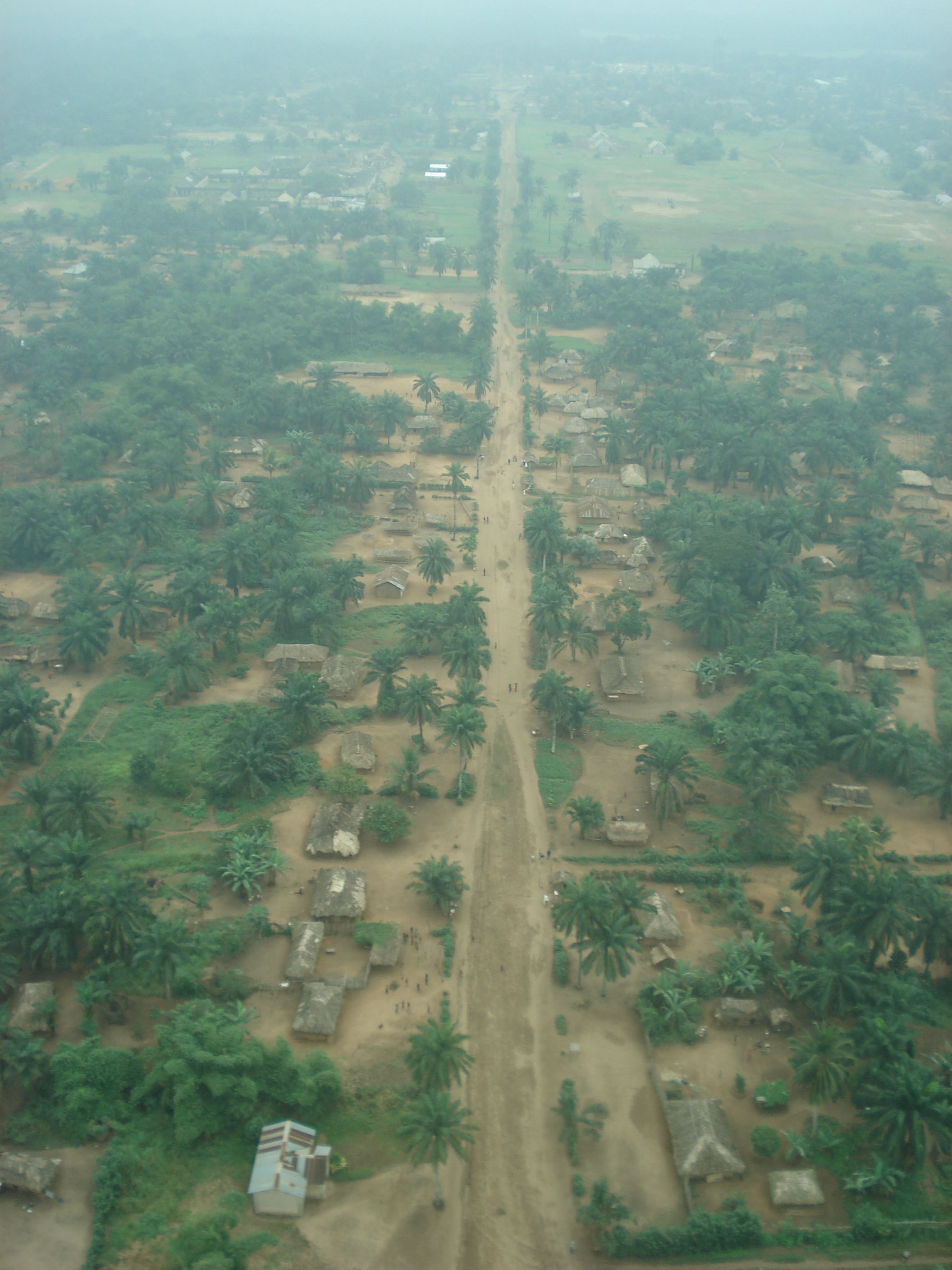
科萊鳥瞰圖

科萊是剛果民主共和國中部的小鎮，位於盧凱尼河畔，2007年人口約10，060，每年有一至兩艘駁船從金沙薩出發經剛果河、開賽河、菲米河和盧凱尼河抵達科萊，最近的大型城鎮是桑庫魯省首府洛賈。
03°28′07″S 22°27′05″E / 3.46861°S 22.45139°E